# Wanda Sarna
Wanda Sarna ps. „Iga” (ur. 5 sierpnia 1927 w Krakowie, zm. 3 marca 2021 w Oświęcimiu) – łączniczka Armii Krajowej w niemieckim obozie Zagłady Auschwitz-Birkenau.

## Przed wojną
Była córką Jana i Heleny Kondalów. Ojciec był maszynistą, pracował w Ostrawie, jednak po przyłączeniu Śląska Cieszyńskiego do Czechosłowacji zdeklarował się jako Polak co wymusiło zmianę miejsca zamieszkania rodziny do Oświęcimia. Matka zajmowała się domem i opieką nad pięciorgiem dzieci. Przed II wojną uczęszczała do szkoły powszechnej w Brzezince, w tym czasie była również harcerką, należała do chóru, grała na skrzypcach.

## Działalność konspiracyjna
Po utworzeniu przez Niemców obozu Auschwitz podjęła tam pracę jako sprzątaczka co pozwoliło jej na stosunkowo swobodny kontakt z osadzonymi, z czasem nawiązywała z nimi kontakt i zaczęła nieść pomoc więźniom – przemycając lekarstwa. Początkowo robiła to samodzielnie, a od 1942 roku w ramach specjalnej komórki ZWZ-AK obwodu oświęcimskiego. Po podjęciu zorganizowanej konspiracji działała w oddziale partyzanckim „Sosienki” przyjmując pseudonim „Iga”. Do jej zadań należał kontakt z więźniami Auschwitz. Organizowała i przekazywała im lekarstwa oraz żywność, odbierała grypsy, później prowadziła nasłuch radiowy. Kontakty z Niemcami ułatwiała jej znajomość języka niemieckiego, którego uczyła się już przed wojną.
W styczniu 1945 roku, podczas ewakuacji obozu, znanej jako „marsz śmierci”, udzieliła schronienia wielu więźniom, którzy uciekli z kolumny marszowej. 

## Upamiętnienie
Jej historia została upamiętniona w filmie dokumentalnym „Za cenę życia”, który opowiada o mieszkańcach Oświęcimia i ziemi oświęcimskiej niosących pomoc więźniom Auschwitz.

## Odznaczenia
Za swoją odwagę i poświęcenie została w 2007 roku odznaczona Krzyżem Kawalerskim Orderu Odrodzenia Polski.